# Lakome.com
Lakome.com era un lloc web independent de notícies marroquí. Va iniciar-se el 2010 i fou prohibit en 2013.

## Història i perfil
Lakome.com va ser fundada el desembre de 2010 per Ali Anouzla a qui més tard s'uniria Aboubakr Jamaï. El web tenia articles en àrab i en francès. Ali Anouzla va ser també l'editor de l'edició en anglès de la pàgina web. Aboubakr Jamaï era l'editor de l'edició francesa.
Va ser guardonat amb el Premi Internacional de la Llibertat de Premsa del Comitè per a la Protecció de Periodistes i el premi Gebran Tueni de l'Associació Mundial de Diaris i Editors de Premsa. Prèviament Jamaï havia dirigit dos diaris al Marroc, Le Journal Hebdomadaire i Assahifa al-Ousbouiya. Aquests diaris foren prohibits pel govern del Marroc en múltiples ocasions per les seves exploracions de temes políticament tabú, i Jamaï aviat es va guanyar reputació internacional com a informador independent. Després d'una sèrie de ruïnoses demandes per difamació i suposades pressions del govern als anunciants, però, els diaris es van declarar en fallida, amb Le Journal tancat per ordre judicial el 2010.
Quan esclataren les protestes marroquines de 2011–2012 inspirades en la primavera àrab, però, Jamaï va començar un servei de notícies basat en la web Lakome.com. El web tenia poc personal i se centrava en informar sobre esdeveniments polítics arreu del Marroc. A l'abril de 2011, va ser el quart lloc més visitat al Marroc.
El 17 d'octubre de 2013, tant l'edició àrab com la francesa del web foren tancats al Marroc. Pel maig de 2014 el lloc web va ser bloquejat.